# Oligonucleótido
Un oligonucleótido es una secuencia corta de ADN o ARN, oligómeros, que tienen una amplia gama de aplicaciones en pruebas genéticas, investigación y medicina forense. 
Fabricados habitualmente en el laboratorio mediante síntesis química en fase sólida, estos pequeños fragmentos de ácidos nucleicos pueden fabricarse como moléculas monocatenarias con cualquier secuencia especificada por el usuario, por lo que son vitales para la síntesis de genes artificiales, la reacción en cadena de la polimerasa (PCR), la secuenciación del ADN, la clonación molecular y como sondas moleculares. En la naturaleza, los oligonucleótidos suelen encontrarse como pequeñas moléculas de ARN que funcionan en la regulación de la expresión génica (por ejemplo, microARN), o son intermediarios de degradación derivados de la descomposición de moléculas de ácido nucleico más grandes.
Los oligonucleótidos se caracterizan por la secuencia de residuos de nucleótidos que componen toda la molécula. La longitud del oligonucleótido suele denotarse mediante "-mer" (del griego meros, "parte"). Por ejemplo, un oligonucleótido de seis nucleótidos (nt) es un hexámero, mientras que uno de 25 nt suele denominarse "25-mer". Los oligonucleótidos se unen fácilmente, de forma específica para cada secuencia, a sus respectivos oligonucleótidos complementarios, ADN o ARN para formar dúplex o, con menor frecuencia, híbridos de orden superior. Esta propiedad básica sirve de fundamento para el uso de oligonucleótidos como sondas para detectar secuencias específicas de ADN o ARN. Algunos ejemplos de procedimientos que utilizan oligonucleótidos son los microarrays de ADN, los Southern blots, el análisis ASO, la hibridación fluorescente in situ (FISH), la PCR y la síntesis de genes artificiales.
Los oligonucleótidos se componen de 2'-desoxirribonucleótidos (oligodesoxirribonucleótidos), que pueden modificarse en los enlaces o en la posición 2' del azúcar para conseguir diferentes efectos farmacológicos. Estas modificaciones confieren nuevas propiedades a los oligonucleótidos y los convierten en un elemento clave en la terapia antisentido.

## Síntesis de oligonucleótidos
Los oligonucleótidos se sintetizan químicamente utilizando bloques de construcción, fosforamiditos protegidos de nucleósidos naturales o modificados químicamente o, en menor medida, de compuestos no nucleosídicos. El ensamblaje de la cadena oligonucleotídica procede en la dirección 3' a 5' siguiendo un procedimiento rutinario denominado "ciclo sintético". La finalización de un único ciclo sintético tiene como resultado la adición de un residuo de nucleótido a la cadena en crecimiento. Un rendimiento inferior al 100% de cada paso sintético y la aparición de reacciones secundarias establecen los límites prácticos de la eficacia del proceso. En general, las secuencias de oligonucleótidos suelen ser cortas (de 13 a 25 nucleótidos de longitud). La longitud máxima de los oligonucleótidos sintéticos apenas supera los 200 residuos de nucleótidos. Para aislar los productos con la secuencia deseada pueden utilizarse HPLC y otros métodos.

## Modificaciones químicas
La creación de oligonucleótidos cortos químicamente estables fue el primer reto en el desarrollo de terapias ASO. Los oligonucleótidos naturales son fácilmente degradados por las nucleasas, enzimas que escinden nucleótidos y que abundan en todo tipo de células. Las secuencias cortas de oligonucleótidos también tienen afinidades de unión intrínsecas débiles, lo que contribuye a su degradación in vivo.

## Modificaciones en los enlaces fosfato
Los nucleósidos organotiofosfato (PS) análogos de los nucleótidos confieren a los oligonucleótidos algunas propiedades beneficiosas. Las principales propiedades beneficiosas que los enlaces PS confieren a los nucleótidos son la identificación diastereomérica de cada nucleótido y la capacidad de seguir fácilmente las reacciones en las que intervienen los nucleótidos fosforotioato, lo que resulta útil en la síntesis de oligonucleótidos. Las modificaciones de los enlaces PS de los oligonucleótidos los protege contra la degradación no deseada por las enzimas.  La modificación del esqueleto del nucleótido se utiliza ampliamente porque se puede lograr con relativa facilidad y precisión en la mayoría de los nucleótidos.  Se ha informado de modificaciones fluorescentes en los extremos 5' y 3' de los oligonucleótidos para evaluar las estructuras, la dinámica y las interacciones de los oligonucleótidos con respecto al entorno.

## Modificaciones del anillo de azúcar
Otra modificación útil para las aplicaciones médicas de los oligonucleótidos son las modificaciones del azúcar 2'. La modificación del azúcar en la posición 2' aumenta la eficacia de los oligonucleótidos al mejorar la capacidad de unión a la diana de los oligonucleótidos, específicamente en terapias con oligonucleótidos antisentido.  They also decrease non specific protein binding, increasing the accuracy of targeting specific proteins. También disminuyen la unión a proteínas no específicas, aumentando la precisión de la unión a proteínas específicas[8]. Dos de las modificaciones más utilizadas son la 2'-O-metil y la 2'-O-metoxietil. También se han descrito modificaciones fluorescentes en la nucleobase.

## Oligonucleótidos antisentido
Los oligonucleótidos en antisentido (ASO) son cadenas simples de ADN o ARN complementarias a una secuencia elegida. En el caso del ARN antisentido, impiden la traducción a proteínas de determinadas cadenas de ARN mensajero al unirse a ellas, en un proceso denominado hibridación. Los oligonucleótidos antisentido pueden utilizarse para dirigirse a un ARN específico complementario (codificante o no codificante). Si se produce la unión, este híbrido puede ser degradado por la enzima RNasa H. La RNasa H es una enzima que hidroliza el ARN y, cuando se utiliza en una aplicación de oligonucleótidos antisentido, produce una regulación a la baja del 80-95% de la expresión del ARNm.
El uso de oligonucleótidos antisentido Morfolino para el knockdown de genes en vertebrados, que ahora es una técnica estándar en biología del desarrollo y se utiliza para estudiar la expresión génica alterada y la función génica, fue desarrollado por primera vez por Janet Heasman utilizando Xenopus. Los Morpholino aprobados por la FDA incluyen eteplirsen y golodirsen. Los oligonucleótidos antisentido también se han utilizado para inhibir la replicación del virus de la gripe en líneas celulares.
Las enfermedades neurodegenerativas que son el resultado de una única proteína mutante son buenos objetivos para las terapias con oligonucleótidos antisentido debido a su capacidad para dirigirse a secuencias muy específicas de ARN y modificarlas con gran selectividad. Muchas enfermedades genéticas, como la enfermedad de Huntington, la enfermedad de Alzheimer, la enfermedad de Parkinson y la esclerosis lateral amiotrófica (ELA), se han relacionado con alteraciones del ADN que dan lugar a secuencias de ARN incorrectas y dan lugar a proteínas mal traducidas que tienen un efecto fisiológico tóxico.

## Internalización celular
La captación/internalización celular sigue siendo el mayor obstáculo para el éxito de las terapias con oligonucleótidos. La absorción directa, como la de la mayoría de los fármacos de moléculas pequeñas, se ve dificultada por la estructura polianiónica y el tamaño molecular de los ON. Los mecanismos exactos de captación y tráfico intracelular hacia el lugar de acción siguen sin estar claros. Además, pequeñas diferencias en la estructura/modificación de los oligonucleótidos y diferencias en el tipo de célula conducen a enormes diferencias en la captación. Se cree que la captación celular se produce por diferentes vías tras la adsorción de los ON en la superficie celular. En particular, los estudios demuestran que la mayoría de las células de cultivo de tejidos captan fácilmente los ASO (enlace fosforotioato) de forma no productiva, lo que significa que no se observa ningún efecto antisentido. Por el contrario, la conjugación de ASO con ligandos reconocidos por receptores acoplados a G conduce a un aumento de la captación productiva. Junto a esta clasificación (no productiva frente a productiva), la internalización celular se produce principalmente de forma dependiente de la energía (endocitosis mediada por receptor), pero no puede descartarse la difusión pasiva independiente de la energía (=gimnosis). Tras atravesar la membrana celular, los ON terapéuticos se encapsulan en endosomas tempranos que los transportan hacia endosomas tardíos que, en última instancia, se fusionan con lisosomas que contienen enzimas degradantes a pH bajo. Para ejercer su función terapéutica, el ON necesita escapar del endosoma antes de su degradación. Hasta la fecha no existe un método universal para superar los problemas de administración, captación celular y escape endosomal, pero existen varios enfoques que siempre se adaptan a células específicas (incluidos sus receptores).
La conjugación de fármacos ON con una entidad responsable del reconocimiento/captación celular no sólo aumenta la captación, sino que también se cree que disminuye la complejidad de la captación celular, ya que sólo interviene un mecanismo (idealmente conocido). Esto se ha logrado con conjugados de molécula pequeña-ON, por ejemplo, con una N-acetil galactosamina dirigida a los receptores de los hepatocitos. Estos conjugados son un ejemplo excelente para obtener un aumento de la captación celular junto con una administración dirigida, ya que los receptores correspondientes se sobreexpresan en las células diana, lo que da lugar a una terapia dirigida (compárense con los conjugados anticuerpo-fármaco que explotan los receptores sobreexpresados en las células cancerosas). Otra entidad ampliamente utilizada y muy investigada para la administración dirigida y el aumento de la captación celular de oligonucleótidos son los anticuerpos.

## Técnicas analíticas

### Cromatografía
Las alquilamidas pueden utilizarse como fases estacionarias cromatográficas. Estas fases se han investigado para la separación de oligonucleótidos. La cromatografía líquida de alta resolución de par iónico inverso se utiliza para separar y analizar los oligonucleótidos tras la síntesis automatizada.

### Espectrometría de masas
Se puede utilizar una mezcla de ácido 5-metoxisalicílico y espermina como matriz para el análisis de oligonucleótidos en espectrometría de masas MALDI. La espectrometría de masas por ionización ElectroSpray (ESI-MS) también es una potente herramienta para caracterizar la masa de los oligonucleótidos.

### Microarrays de ADN
Los microarrays de ADN son una aplicación analítica útil de los oligonucleótidos. En comparación con los microarrays de ADNc estándar, los microarrays basados en oligonucleótidos tienen una especificidad más controlada sobre la hibridación, y la capacidad de medir la presencia y prevalencia de secuencias empalmadas alternativamente o poliadeniladas. Un subtipo de microarrays de ADN puede describirse como sustratos (nailon, vidrio, etc.) a los que se han unido oligonucleótidos a alta densidad. Existen varias aplicaciones de los microarrays de ADN dentro de las ciencias de la vida.

## Aplicaciones en terapia génica
Los oligonucleótidos se emplean en terapia génica como estrategia para el silenciamiento de genes. Se utilizan oligonucleótidos de 12 a 20 pares de bases complementarios a los ARN mensajeros de los genes que queremos silenciar.
Dentro de la célula, el oligonucleótido se une a su ARN mensajero diana y bloquea su traducción, esto es, el ribosoma va a traducir el ARN mensajero hasta que se encuentra el oligonucleótido y el proceso se detiene. Además, el hecho de que la ARNasaH reconozca el híbrido oligo-ARN y lo degrade es otra ventaja de esta técnica. Es importante diseñar el oligonucleótido cerca del inicio de traducción o bien asegurarse de que el posible producto resultante no tenga función biológica, para que el silenciamiento sea efectivo.

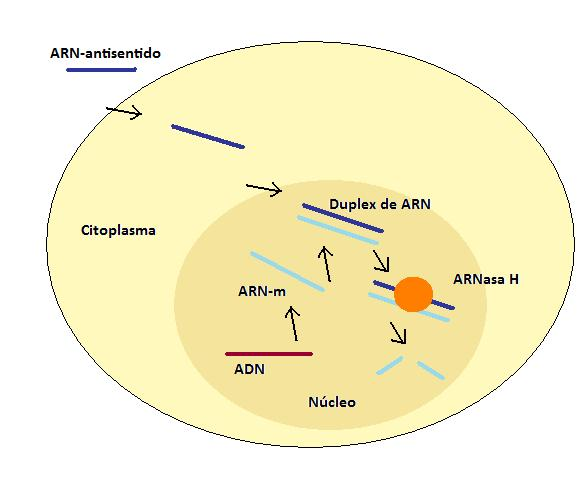
Proceso de degradación de un ARN específico por la ARNasa H tras la formación de un dúplex de ARN

Los oligonucleótidos ideales para terapia génica deben tener las siguientes características:
- Deben formar complejos estables con el material genético.
- Deben ser específicos de la diana.
- Deben poseer una alta estabilidad y una vida media más larga de lo habitual para resistir a las nucleasas.
- Deben poder pasar sin problemas a través de las membranas celulares.
- No deben acumularse en órganos u orgánulos celulares.
- Su tamaño debe ser de entre 18 y 20 pares de bases.

Los oligonucleótidos pueden usarse in vivo, pero poseen una vida media muy corta y una concentración baja. Precisamente porque no tiene efectos duraderos, el principal problema de los oligonucleótidos como terapia génica es que requieren dosis sucesivas.
Se modifican químicamente para tener una vida media más larga, bien en el oxígeno de los puentes fosfato, en las bases o en el fosfato que no se encuentra en los puentes de unión. Se consideran por tanto como una droga/medicamento, ya que tienen no alteran el ADN y terminan por degradarse. 
Las posibles aplicaciones de los oligonucleótidos podrían darse en terapia antiviral, terapia antibacteriana, terapia antiparasitaria, terapia anticáncer ex vivo, tratamiento de enfermedades de la piel, inhibición de la inflamación, supresión de oncogenes o supresión de genes dominantes.

### Oligonucleótidos para salto de exón
En las mutaciones que provocan un fin anticipado de la traducción, los oligonucleótidos se emplearían para inducir un procesamiento alternativo en el ARN mensajero mutante, sin incluir el exón que contiene la mutación. De esta manera, el codón stop prematuro no sería leído por el ribosoma y la proteína podría continuar traduciéndose, luego el producto final sería el mismo que el del gen normal, sin mutación.

### Oligonucleótidos catalíticos
Si se une al oligonucleótido una molécula de EDTA-Fe, esto provoca la destrucción activa del ARN mensajero al que se une, con lo que el oligonucleótido puede liberarse para degradar otro ARN mensajero.

### Triple hélice
Un oligonucleótido también podría unirse a la doble hebra de ADN, dando lugar a una estructura conocida como triple hélice. Si se une a un gen concreto, estaría inhibiendo su transcripción, y por tanto, de nuevo, silenciándolo. Solo se necesitarían dos oligonucleótidos por célula (uno por cada cromosoma del par), de modo que se evitaría el problema de la dosis. Esta técnica sería útil para mutaciones dominantes. Sin embargo, el superenrollamiento del ADN y su interacción con las histonas dificulta la entrada del oligonucleótido en la doble cadena.
Oligonucleótidos cebadores
Estos oligonucleótidos de cadena simple (también llamados 'primers')  tienen un papel fundamental para todas las técnicas moleculares basadas en el PCR, ya que dichos oligonucleótidos se unen por complementariedad a una secuencia del ADN, permitiendo que la ADN polimerasa pueda comenzar con el proceso de replicación del material genético.
Los nucleótidos cebadores se sintetizan artificialmente con el objetivo de que se unan específicamente a una secuencia de ADN conocida. No obstante, deben cumplir una serie de requisitos (longitud, contenido en guanina y citosina, ausencia de zonas complementarias entre ellos o en el mismo oligonucleótido....) necesarios para que puedan llevar a cabo su función.